# Новокаин
„Новокаин“ (на английски: Novocaine) е предстояща американска екшън комедия от 2025 г., режисирана от Дан Бърк и Робърт Олсън, в която участват Джак Куейд, Амбър Мидтъндър, Рей Никълсън, Джейкъб Баталон, Бети Гейбриъл и Мат Уолш. Премиерата на филма по кината в Съединените щати е насрочена за 14 март 2025 г. в разпространение от „Парамаунт Пикчърс“.